# Distinguished Flying Cross (USA)
Záslužný letecký kříž je ve Spojených státech armádní vyznamenání udělované důstojníkům nebo příslušníkům mužstva ozbrojených sil. Podmínkou jeho získání je, aby navrhovaný vykonal hrdinský čin nebo činy při mimořádné akci ve vzdušném boji bez zvláštního rozkazu nebo nařízení, dobrovolně a nad rámec svých povinností, tedy ne za činy při běžných akcích v boji s nepřítelem. Vyznamenání bylo založeno usnesením Kongresu ze 2. července 1926 a poprvé bylo uděleno Charlesi Lindberghovi za jeho sólový přelet Atlantiku v roce 1927. Dalšími známými nositeli vyznamenání jsou civilisté Amelia Earhartová a Eugene Ely. Toto vyznamenání dostal roku 1933 i Italo Balbo za své transatlantické přelety v letech 1931 a 1933.
Během druhé světové války bylo vyznamenání udělováno i příslušníkům armád spojenců. Bylo taktéž udělováno těm, kteří předvedli hrdinské činy během jejich práce nebo i výcviku v leteckých školách.
Za opětovné udělení je připínán bronzový dubový list (bronze oak leave cluster) a za 5 bronzových dubových listů jeden stříbrný příslušníkům armády a letectva. Příslušníkům Námořnictva a Námořní pěchoty za 1 opětovné udělení se připíná zlatá hvězda a za 5 zlatých hvězd 1 stříbrná.